# 死刑廃止世界連盟
死刑廃止世界連盟（World Coalition Against the Death Penalty、WCADP）は、司法関係者、地域、労働組合、市民団体などによって構成される、死刑制度廃止に取り組む非営利組織である。参加団体数は、2023年11月30日現在、183団体である。日本からは、NPO法人監獄人権センター及び日本冤罪・死刑情報センターの2団体が加盟している。

## 概要
死刑廃止世界連盟は、2001年6月にストラスブールで開催された第1回死刑廃止世界会議（フランスのNGO "Together Against the Death Penalty （ECPM）" が主催）の最終宣言（ストラスブール宣言）に署名した人々のコミットメントの結果として設立された。ストラスブール宣言の第9項においては、「死刑廃止を目指す団体や運動家の世界的な協調体制を構築し、その最初の目標として死刑廃止のための世界的な日を立ち上げる」ことが約束されている。
パリ及びブリュッセルにおいて数回にわたる準備の会議が開かれた後、2002年5月13日に、ローマにおいて、死刑廃止世界連盟が正式に発足した。
死刑廃止世界連盟は、2003年に、第1回「世界死刑廃止デー」を創設した。この世界死刑廃止デーは、ベルギー、カナダ、イタリア、メキシコ、アフリカ人権委員会、欧州連合（EU）によって、公式に支持されている。2007年、欧州連合及び欧州評議会は、世界死刑廃止デーを「欧州死刑廃止デー」として正式に承認した。
死刑廃止世界連盟は、2004年にモントリオールで開催された第2回死刑廃止世界会議の運営に携わっており、現在、3年ごとに開催される死刑廃止世界会議のパートナーである。また、聖エジディオ共同体が毎年実施している "Cities Against the Death Penalty" の活動など、加盟都市による国際的な活動を推進している。

## 年表
- 2002年5月13日、ローマで設立
- 2003年、毎年10月10日を「世界死刑廃止の日」として設定
- 2004年、第2回死刑廃止世界会議（World Congress Against the Death Penalty、モントリオール）参加
- 2007年、欧州連合、欧州評議会は「世界死刑廃止の日」を公式に認定

## 参照
1. ↑  Member organizations
2. ↑  Center for Prisoner’s Rights (CPR)
3. ↑  Japan Innocence and Death Penalty Research Center
4. ↑  Member organizations - Japan
5. 1 2 3 4 5 6 7 8  Presentation & History
6. ↑  欧州における死刑廃止の取り組みと歴史